# Microdaphne
Microdaphne é um gênero de gastrópodes pertencente a família Raphitomidae.

## Espécies
- †Microdaphne indohystrix Harzhauser, 2014
- Microdaphne morrisoni Rehder, 1980[2]
- Microdaphne trichodes (Dall, 1919)[3]